# Synclisis cryptica
Synclisis cryptica is een insect uit de familie van de mierenleeuwen (Myrmeleontidae), die tot de orde netvleugeligen (Neuroptera) behoort. 
Synclisis cryptica is voor het eerst wetenschappelijk beschreven door Fraser in 1955.